# Pierino il fichissimo
(Tullio Kezich su la Repubblica)
Pierino il fichissimo è un film del 1981 diretto da Alessandro Metz.
La pellicola, facente parte del filone dei film barzelletta in voga in quell'anno, è il primo "apocrifo" della serie Pierino, ovvero non interpretato da Alvaro Vitali.

## Trama
L'intreccio fa da contenitore alle arcinote marachelle d'un Pierino fin tanto cresciuto, ovvero la vendita d'una vecchia osteria a degli improbabili sceicchi arabi, intento che sfuma sgradevolmente nel finale. Fanno da contorno un carabiniere, protagonista e vittima delle famosissime barzellette sull'Arma, e una svenevole e procace fidanzata.